# Werner V
Werner V (ur. około 859, zm. ok. 935) – hrabia Wormacji, Nahegau i Speyergau. Syn Walaho IV i jego żony Ody. Był pierwszym historycznym przedstawicielem dynastii salickiej.
Wśród historyków panuje spora niezgodność zwłaszcza co do jego pochodzenia. Werner V może być (zważywszy niezgodność dat) nie synem lecz wnukiem Walaho IV. Nie ma jednak na to jednoznacznych dowodów. Hrabia budzi dyskusję takich historyków jak: Andreas Thiele, Rüdiger Barth i Detlev Schwennicke.

## Małżeństwo i dzieci
Żoną Wernera V była prawdopodobnie Hicha ze Szwabii (905 - 950), córka księcia Szwabii Burcharda II. Mieli dwoje dzieci:
1. Werner (zm. ok. 920),
2. Konrad Czerwony (922 - 10 sierpnia 955)[1].

## Literatura
- Andreas Thiele: Erzählende genealogische Stammtafeln zur europäischen Geschichte Band I, Teilband 1, 1993
- Rüdiger E. Barth: Der Herzog in Lotharingien im 10. Jahrhundert. 1990
- Detlev Schwennicke: Europäische Stammtafeln Neue Folge Band I. 1, 1998